# Feels Like Fire (cântec de Carlos Santana)
Feels Like Fire este cel de-al doilea single extras de pe albumul Shaman, al interpretului de origine mexicană, Carlos Santana și reprezintă o colaborare cu Dido.